# Валієв Анатолій Васильович
Анато́лій Васи́льович Валі́єв (2 лютого 1957, Київ) — український скульптор, заслужений художник України (2009), член НСХУ (1989).

## Освіта
- 1984 року закінчив Київський державний художній інститут. Педагог з фаху — В. Бородай.[2]
- 1984—1986 рр. — аспірант творчих майстерень Національної академії образотворчого мистецтва і архітектури.[3]
- 1994—1995 рр. — стажування в Академії мистецтв міста Екс-ан-Прованс, Франція.[4]

## Виставки, колекції
Перша персональна виставка за кордоном відбулась 1992 року в Мельбурні (Австралія). Виставки творів проходили в Україні, Німеччині, Австрії, Бельгії, Франції, Японії.
Твори знаходяться в Музеї Кирилівської церкви (Київ), Музеї сучасного образотворчого мистецтва (Львів), Луганському обласному художньому музеї, Музеї камня (Спримонт, Бельгія), в колекціях Міністерства культури України, Фонду Національної спілки художників України та ін.

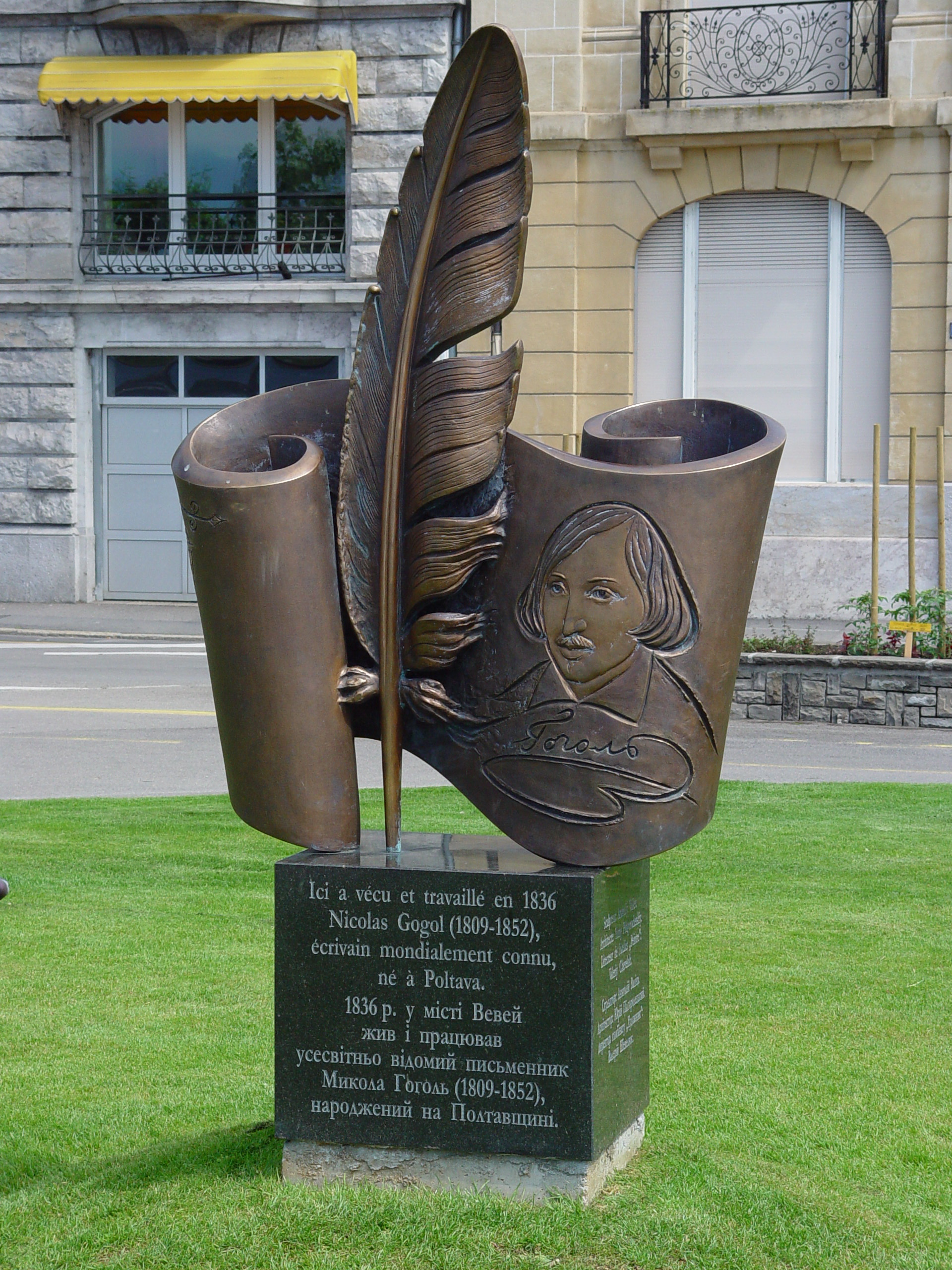
Пам'яник Миколі Гоголю у місті Вевей

## Творчість
Серед творів: «Михайло Врубель» (1984), «Ікар» (1988), «Ангел» (1990), «Пробудження» (1997), інсталяція «Зоряне намисто» (2001).
Монументальна скульптура:
- Пам'ятний знак «Повернення Архипенка» (Київ, 1997)
- Пам'ятник Сержу Лифарю (Монте-Карло, 2006)[6]
- Скульптура «Молитва» (Банно, Бельгія, 2007)[7]
- Меморіальний пам'ятник Миколі Гоголю (Вевей, Швейцарія, 2009)[8]

У 2008 році Анатолій Валієв виконав реконструкцію бюстів восьми видатних фізиків в інтер'єрі Великої фізичної аудиторії головного корпусу НТУУ «КПІ». Також в Науково-техничній бібліотеці «КПІ» 2011 року відкрито бюст видатного фізика Леона Фуко роботи Валієва.

## Відзнаки
- Лауреат премії КОНСХУ ім. Михайла Лисенка (2008, за монумент «Молитва»)[12]

## Родина
Одружений, має двох дітей. Донька Ганна (нар. 1984) — український живописець та графік.